# Ново-Урський
Ново-У́рський (рос. Ново-Урский) — селище у складі Ленінськ-Кузнецького округу Кемеровської області, Росія.
Стара назва — Ферма 2-га.

## Населення
Населення — 277 осіб (2010; 337 у 2002).
Національний склад (станом на 2002 рік):
- росіяни — 93 %